# Шерабадский район
Шерабадский район (узб. Sherobod tumani / Шеробод тумани) — административная единица в Сурхандарьинской области Узбекистана. Административный центр — город Шерабад.

## История
Шерабадский район был образован в 1920-е годы. В 1938 году район вошёл в состав Сурхандарьинского округа Бухарской области. С 1941 года находится в составе Сурхандарьинской области.

## Административно-территориальное деление
По состоянию на 1 января 2011 года в состав района входят:
- Город

1. Шерабад.

- 7 городских посёлков

1. Зарабаг,
2. Килкон,
3. Навбаг,
4. Пахтаабад,
5. Сарикамыш,
6. Чуйинчи,
7. Янги Арик.

- 9 сельских сходов граждан

1. Аккурган,
2. Бустансай,
3. Зарабаг,
4. Рабатаг,
5. Сарикамыш,
6. Сеплан,
7. Талашкан,
8. Чинабад,
9. Янгитурмуш.

## Археология
- На берегу старого русла Бустансая (древнего протока Шерабаддарьи) в Шерабадском оазисе находится городище Джаркутан - один из крупнейших памятников Центральной Азии, относящийся к финальной стадии эпохи бронзы.Общая площадь Джаркутана составляет свыше 100 га. Современное название происходит от слов «джар» (овраг) и «кутан» (загон для скота). Комплекс включает четыре поселения (Джаркутан 1–4), расположенных на левом берегу р. Бустансай, и пять могильников (Бустан 1–5) — на правом берегу, включая, в частности, некрополь огнепоклонников доурбанистической Бактрии (сапаллинская культура эпохи поздней бронзы, молалинский и бустонский этапы) Бустон VI, раскапываемый отрядом под руководством Н.А. Аванесовой с 1990 года[3][4][5].
- В среднем течении Амударьи в первой половине II тысячелетия до н.э. появилось поселение оседлых земледельцев и скотоводов бронзового века Саппали-Тепе. Средний этап развития Саппали-Тепе приходится на 1500—1350 года до н.э., поздний этап приходится на 1350—1000 года до н.э. Культура Саппали-Тепе обнаруживает тесные связи с культурой эпохи бронзы в Туркмении (Намазга-Тепе V и VI), Афганистане (Мундигак IV), Иране (Гиссар III, Шахри-Сохте)[6].